# De Jonge Gerrit
De Jonge Gerrit (ook Mölle van Iesseldiek) is een voormalige korenmolen in de Overijsselse plaats Wijhe in de gemeente Olst-Wijhe, die in 1851 werd gebouwd voor Gerrit van Voorde. 
De Jonge Gerrit, een stellingmolen, is een achtkante bovenkruier op een gemetselde achtkantige ondervoet. Bovenkant en kap van de molen zijn rietgedekt. In 1932 werd de molen onttakeld, waarna de maalderij werd aangedreven met een elektromotor. De molen doet inmiddels dienst als woonhuis. De Jonge Gerrit werd in 2004 als rijksmonument ingeschreven in het monumentenregister.